# نيثيا مينين
نيثيا مينين هي مغنية وممثلة هندية، ولدت في 8 أبريل 1987 ببنغالور في الهند. من الجوائز التي نالتها جوائز ناندي ‏.

## أعمال

### أفلام
- (2011) أورومي

## جوائز
- جوائز ناندي [الإنجليزية]‏

## وصلات خارجية
- نيثيا مينين على موقع IMDb (الإنجليزية)
- نيثيا مينين على موقع ميوزك برينز (الإنجليزية)
- نيثيا مينين على موقع قاعدة بيانات الفيلم (الإنجليزية)